# 茱莉·麦克弗森
茱莉·麦克弗森（英語：Julie Macpherson，1997年11月17日—），蘇格蘭女子羽毛球運動員。

## 簡歷
2005年8月，茱莉·麦克弗森開始跟隨母親和姊姊到Tall Oaks羽毛球俱樂部打球，直到2006年9月初次參加比賽。曾在2014年歐洲青年羽毛球錦標賽（17歲以下組別）贏得女子單打比賽季軍。
2016年9月，茱莉·麦克弗森出戰波蘭羽毛球國際賽，打進女子單打四強。

### 2017世锦赛
2017年8月，  茱莉·麦克弗森參加苏格兰格拉斯哥舉行的世界羽毛球錦標賽，她和马丁·坎贝尔出戰混合双打項目。首圈以0比2 （17-21、16-21）不敌瑞典组合的尼科·鲁波宁/阿曼达·赫格斯特伦，48强止步。

## 主要比賽成績
只列出曾進入準決賽的國際賽事成績：
| 年份   | 賽事                       | 公開賽級別 | 項目     | 拍檔            | 成績   |
| ------ | -------------------------- | ---------- | -------- | --------------- | ------ |
| 2016年 | 波蘭羽毛球國際賽           | 國際系列賽 | 女子單打 | －              | 準決賽 |
| 2017年 | 葡萄牙羽毛球國際賽         | 國際系列賽 | 女子雙打 | 埃莉诺·奥唐内尔 | 準決賽 |
| 2017年 | 荷蘭羽毛球國際賽           | 國際系列賽 | 女子雙打 | 埃莉诺·奥唐内尔 | 準決賽 |
| 2017年 | 愛爾蘭羽毛球公開賽         | 國際系列賽 | 女子雙打 | 埃莉诺·奥唐内尔 | 準決賽 |
| 2018年 | 愛沙尼亞羽毛球國際賽       | 國際系列賽 | 女子雙打 | 埃莉诺·奥唐内尔 | 準決賽 |
| 2018年 | 瑞典羽毛球公開賽           | 國際系列賽 | 女子雙打 | 埃莉诺·奥唐内尔 | 準決賽 |
| 2018年 | 冰島羽毛球國際賽           | 國際系列賽 | 女子雙打 | 埃莉诺·奥唐内尔 | 冠軍   |
| 2018年 | 葡萄牙羽毛球國際賽         | 國際系列賽 | 女子雙打 | 埃莉诺·奥唐内尔 | 亞軍   |
| 2018年 | 比利時羽毛球國際賽         | 國際挑戰賽 | 混合雙打 | 亚当·霍尔       | 亞軍   |
| 2018年 | 捷克羽毛球公開賽           | 國際挑戰賽 | 混合雙打 | 亞當·霍爾       | 準決賽 |
| 2018年 | 威爾斯羽毛球國際賽         | 國際系列賽 | 女子雙打 | 霍莉·纽沃尔     | 冠軍   |
| 2018年 | 意大利羽毛球國際賽         | 國際挑戰賽 | 女子雙打 | 霍莉·纽沃尔     | 準決賽 |
| 2019年 | 奧地利羽毛球公開賽         | 國際挑戰賽 | 混合雙打 | 亚当·霍尔       | 準決賽 |
| 2019年 | 蘇格蘭羽毛球公開賽         | 國際挑戰賽 | 混合雙打 | 亚当·霍尔       | 準決賽 |
| 2019年 | 威爾斯羽毛球國際賽         | 國際系列賽 | 女子雙打 | 席亞拉·托蘭斯   | 準決賽 |
| 2020年 | 歐洲羽毛球男女子團體錦標賽 | 其他       | 女子團體 | －              | 季軍   |
| 2021年 | 西班牙羽毛球大師賽         | 超級300賽  | 女子雙打 | 席亞拉·托蘭斯   | 準決賽 |
| 2021年 | 西班牙羽毛球大師賽         | 超級300賽  | 混合雙打 | 亞當·霍爾       | 準決賽 |
| 2021年 | 比利時羽毛球國際賽         | 國際挑戰賽 | 女子雙打 | 席亞拉·托蘭斯   | 亞軍   |
| 2021年 | 蘇格蘭羽毛球公開賽         | 國際挑戰賽 | 混合雙打 | 亞當·霍爾       | 準決賽 |
| 2022年 | 德國羽毛球公開賽           | 超級300賽  | 混合雙打 | 亞當·霍爾       | 準決賽 |
| 2023年 | 蘇格蘭羽毛球公開賽         | 國際挑戰賽 | 女子雙打 | 席亚拉·托兰斯   | 準決賽 |
| 2024年 | 歐洲羽毛球男女子團體錦標賽 | 其他       | 女子團體 | －              | 季軍   |
| 2024年 | 比利時羽毛球國際賽         | 國際挑戰賽 | 女子雙打 | 席亚拉·托兰斯   | 冠軍   |
| 2024年 | 海洛羽毛球公開賽           | 超級300賽  | 混合雙打 | 亚历山大·邓恩   | 亞軍   |
| 2024年 | 蘇格蘭羽毛球公開賽         | 國際挑戰賽 | 混合雙打 | 亚历山大·邓恩   | 冠軍   |

| 2007-2017年 | 首要超級賽 | 超級賽 | 黃金大獎賽 | 大獎賽 | 國際挑戰賽 | 國際系列賽 | 未來系列賽 | 其他 |

| 2018-2026年 | 總決賽 | 超級1000賽 | 超級750賽 | 超級500賽 | 超級300賽 | 超級100賽 | 國際挑戰賽 | 國際系列賽 | 未來系列賽 | 其他 |

### 奧運會和世錦賽參賽紀錄
|          | 搭檔            | 2017 | 2018 | 2019 | 2020 | 2021 | 2022 | 2023 |
| -------- | --------------- | ---- | ---- | ---- | ---- | ---- | ---- | ---- |
| 女子雙打 | 埃莉诺·奥唐内尔 | 64強 | －   | －   | －   | －   | －   | －   |
| 女子雙打 | 席亚拉·托兰斯   | －   | －   | －   | －   | 64強 | 32強 | 32強 |
|          |                 |      |      |      |      |      |      |      |
| 混合雙打 | 马丁·坎贝尔     | 64強 | －   | －   | －   | －   | －   | －   |
| 混合雙打 | 亚当·霍尔       | －   | －   | 64強 | －   | 32強 | 64強 | 32強 |